# Love, War and the Ghost of Whitey Ford
Love, War and the Ghost of Whitey Ford (с англ. — «Любовь, война и призрак Уайти Форда») — пятый сольный альбом американского рэп-исполнителя и автора песен Эверласта. Выпущен 23 сентября 2008 года на собственном лейбле артиста Martyr Inc, с распространением Hickory Records/Sony/ATV Music Publishing.

## Список композиций
1. «Kill the Emperor» — 3:24
2. «Folsom Prison Blues» (Johnny Cash cover) — 3:27
3. «Stone in My Hand» — 3:33
4. «Anyone» — 4:13
5. «Die in Yer' Arms» — 3:40
6. «Friend» — 3:24
7. «Everyone» — 5:38
8. «Naked» — 4:04
9. «Stay» — 4:58
10. «Letters Home from the Garden of Stone» — 4:07
11. «Tuesday Morning» — 3:59
12. «Throw a Stone» — 0:29
13. «Weakness» — 5:07
14. «Dirty» — 3:53
15. «The Ocean» — 3:44
16. «Let It Go» — 4:30
17. «Saving Grace» (bonus track) — 3:06
18. «My Medicine» (demo version) (bonus track) — 3:13
19. «Maybe» (bonus track) — 3:13